# Filogènia molecular
La filogènia molecular, també coneguda com a sistemàtica molecular, és l'ús de l'estructura de les molècules per a obtenir informació sobre les relacions evolutives dels organismes. El resultat d'una anàlisi filogenètica molecular s'expressa en un arbre filogenètic.

## Tècniques i aplicacions
Tot organisme vivent té ADN, ARN, i proteïnes. Els organismes emparentats generalment tenen un alt grau de similitud en la geometria molecular d'aquestes components, mentre que les molècules d'organismes amb una relació distant mostren patrons diferenciadors. La filogènia molecular usa aquestes dades per a construir un arbre de relacions que mostra l'evolució probable de diversos organismes. No ha estat, però, fins fa poques dècades que s'han pogut identificar aquestes estructures moleculars.
Una aplicació de la filogènia molecular és en DNA barcoding, on s'identifica l'espècie d'un determinat organisme individual usant petites seccions de l'ADN mitocondrial. Una altra aplicació és en el camp de la genètica humana, com l'anàlisi genètica per a determinar la paternitat o en el camp de la criminologia per a conèixer empremtes genètiques.